# Central térmica de Llanos Blancos
La central térmica de Llanos Blancos está  situada en el municipio de Valverde, capital de la isla de El Hierro. La central cuenta con nueve grupos diésel, uno de los cuales es un grupo móvil para cubrir emergencias en el lugar que se precise.Todos  funcionan con diésel oil.

## Historia
El grupo actual más antiguo de 0,78 MW comenzó a  funcionar en 1979, en 1988 comenzó a funcionar el grupo, de 1,1 MW de potencia y un año más tarde, en 1989, se conectó a la red otro grupo de 1,46 MW. En 1991 se incorporaron dos grupos de 1,46 MW de potencia. En 1995 comenzó a operar otro grupo de 1,46 MW. los dos últimos grupos diésel, de 2 MW de potencia, entró en funcionamiento en 2005. El grupo móvil, de 1,28 MW de potencia, comenzó a operar en 1987. Todos estos grupos utilizan diésel oil como combustible.
La central cuenta con el certificado de gestión medioambiental ISO 14001 que concede AENOR y que acredita que sus actividades  se realizan de forma respetuosa con el medio ambiente.

## Propiedad
La central térmica de Llanos Blancos está participada por:
- Endesa  100%